# University Hall (université de Hong Kong)
University Hall (大學堂), aussi appelé UHall, est l'une des plus anciennes salles résidentielles historiques pour hommes de l'université de Hong Kong. Accueillant 110 étudiants, ses couleurs de salle sont le vert, le noir et l'argent. Elle est située au 144 Pok Fu Lam Road (en), près du réservoir de Pok Fu Lam (zh) au sein du parc rural de Pok Fu Lam (en) du côté ouest de l'île de Hong Kong.
Le bâtiment lui-même remonte à 1861 lorsqu'un riche commerçant écossais nommé Douglas Lapraik (en) fait construire le château de Douglas comme lieu de résidence. University Hall est officiellement créé en 1954 après que l'université de Hong Kong ait acheté le bâtiment à la mission française, le château est officiellement renommé « University Hall » et ouvre ses portes en 1956 en tant que résidence pour hommes.

## Histoire

### Les fondateurs du château de Douglas (1861-1894)

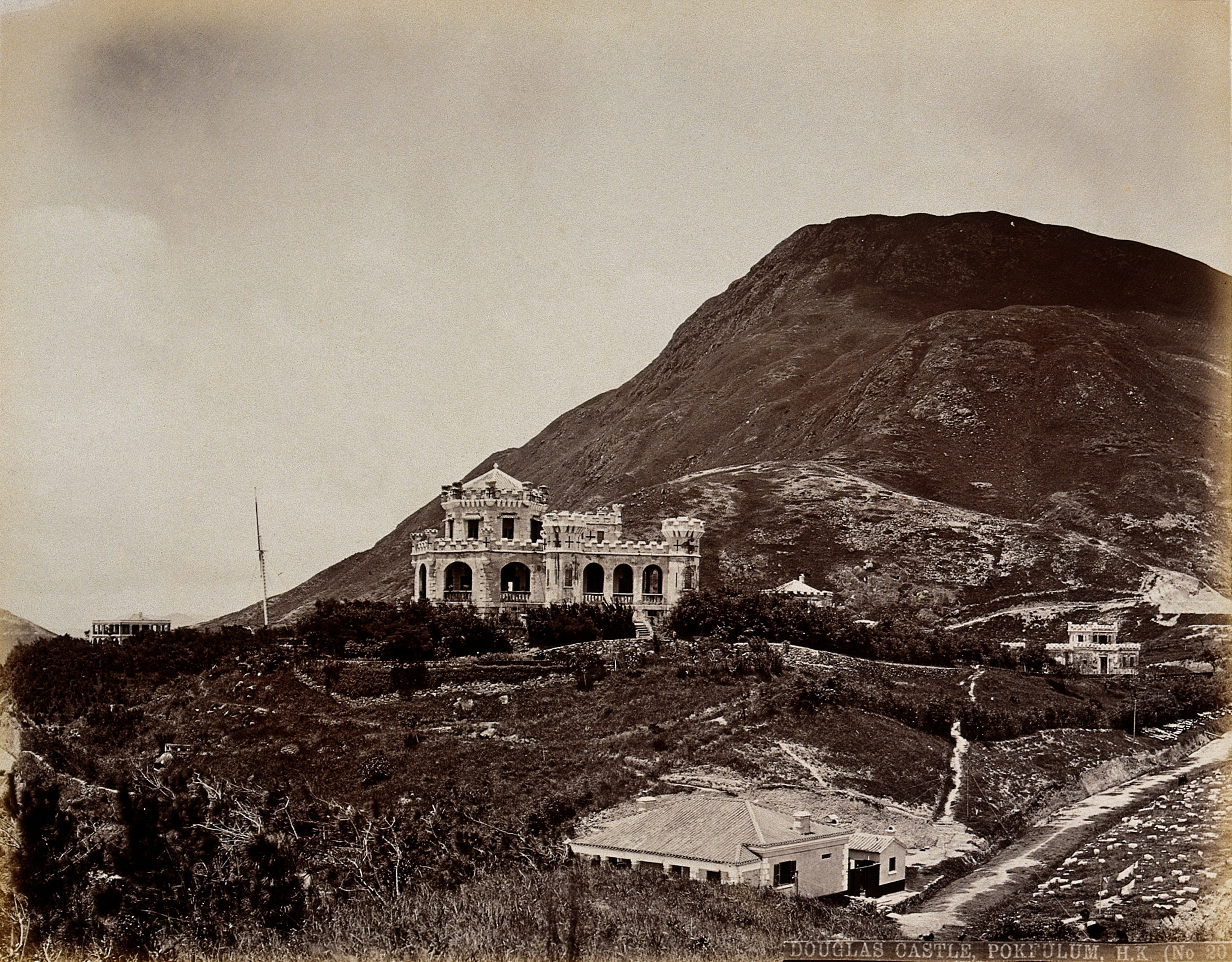
Le château de Douglas.

Le château lui-même est créé par Douglas Lapraik (en), un commerçant écossais ayant fait fortune dans la construction navale et la location de quais. Le talent de Douglas pour les opportunités d'affaires fait bientôt de lui l'une des personnes les plus riches de Hong Kong à son époque et l'incite à améliorer ses conditions de vie conformément aux normes d'un taï-pan (en) de Hong Kong. En 1860, Douglas entend parler du projet du gouvernement de construire un réservoir d'eau et un parc dans la partie sud-ouest de l'île dans la vallée autour de Pok Fu Lam (zh). Le réservoir est une solution au problème croissant de l'approvisionnement en eau potable de Hong Kong. Pok Fu Lam Road (en) se développe rapidement pour devenir la connexion du district de Western au petit port de Hong Kong d'Aberdeen, où Douglas prévoit d'installer ses quais. En 1861, il achète la colline de 900 m², qui comprend l'emplacement de l'actuel University Hall, le mont High West (en) et des courts de tennis. De 1861 à 1867, Douglas fait construire le château de Douglas, pour surveiller sa flotte entrant et sortant du port. La superficie brute du château est d'environ 185m², en une structure en un étage, située à l'actuel Warden Flat. En 1866, Douglas retourne en Grande-Bretagne et le château est hérité par son neveu, John Steward Lapraik.

### Le château de Douglas sous la mission française (1894-1954)
En 1894, Hong Kong est déclaré port infecté de la peste bubonique qui fait des milliers de morts et force à peu près la moitié de la population à quitter la ville à la hâte. John Douglas Steward, qui gère alors le château après la mort de son père John Steward Lapraik en 1893, n'a d'autre choix que de vendre le château à la mission française, qui fait partie des rares organisations restées à Hong Kong. Le bâtiment se transforme rapidement  en monastère et est rebaptisé « Nazareth ». Une fois les fléaux disparus, Nazareth subit une rénovation majeure sous la direction du père Monnier, qui agrandit le bâtiment avec une imprimerie qui exploite l'une des installations d'impression et de traduction de la Bible les plus fréquentées du début du XXe siècle en Asie.
Pendant la Première Guerre mondiale, Nazareth est utilisé comme base d'entraînement du Royal Hong Kong Regiment (en). Pendant l'occupation japonaise de Hong Kong, le château de Douglas est confisqué par l'armée impériale japonaise et utilisé comme quartier général du Kenpeitai et résidence pour les travailleurs du dock japonais d'Aberdeen. Après la fin de la Seconde Guerre mondiale en 1945, le château est rendu à la mission française et l'imprimerie reprend ses activités en 1948.
Cependant, avec l'établissement de la République populaire de Chine en 1949, il devient difficile pour les missionnaires d'outre-mer de pénétrer sur le continent. Au début des années 1950, la plupart des missionnaires étrangers sont contraints de quitter leurs postes en Chine continentale. Hong Kong, en tant que base pour le travail missionnaire dans la grande région chinoise, devient de plus en plus impraticable. Dans les années à venir, Nazareth ferme ses portes. Le gouvernement, qui considère le château à de nombreuses fins, décide finalement d'attribuer le bâtiment à l'université de Hong Kong. Le 4 décembre 1954, le bâtiment est transféré de la mission française à l'université au prix de 1 600 000 HK$.

### University Hall (1956-aujourd'hui)
La proposition de l'université de transformer Nazareth en dortoir pour hommes est conforme à la mission française, et le transfert se passe bien. L'atelier d'imprimerie abandonné est démoli et transformé en parking. La chapelle et la crypte sont transformées respectivement en salle à manger et salle commune. En 1956, le premier groupe d'environ 52 étudiants, d'Eliot Hall, Morrison Hall et Lugard Hall, s'installe dans le château pour écrire une nouvelle page de l'histoire du bâtiment maintenant appelé « University Hall ».
Aujourd'hui, le château situé au sommet de la colline de Pok Fu Lam rappelle l'époque coloniale de Hong Kong. Il augmente sa capacité d'accueil d'étudiants à environ 110 résidents à la fois. Au cours de son histoire, le château a jusqu'à présent servi de logement à plus de 2 000 jeunes hommes.
La discipline des débuts d'University Hall est très stricte. Les colocataires doivent se présenter au directeur lorsqu'ils quittent le bâtiment ou passent la nuit chez eux, et les colocataires doivent porter des robes vertes pendant le dîner. À cette époque, le dîner de la table haute a lieu tous les lundis et la cantine est exploitée sous la forme d'un magasin de vente au détail. Les colocataires de l'époque sont enthousiastes à l'égard des activités de l'union des étudiants de l'université de Hong Kong. Au cours des 12 premières années de l'histoire de University Hall, 8 des 12 présidents de l'union y proviennent. Au début, de nombreux colocataires sont des étudiants internationaux avec des talents dans le sport. L'équipe de hockey obtient des résultats exceptionnelles à cette époque, remportant plusieurs fois le titre de champion inter-hall, aidant University Hall à remporter la Coupe de Malaisie en 1966 et 1968.

## Architecture

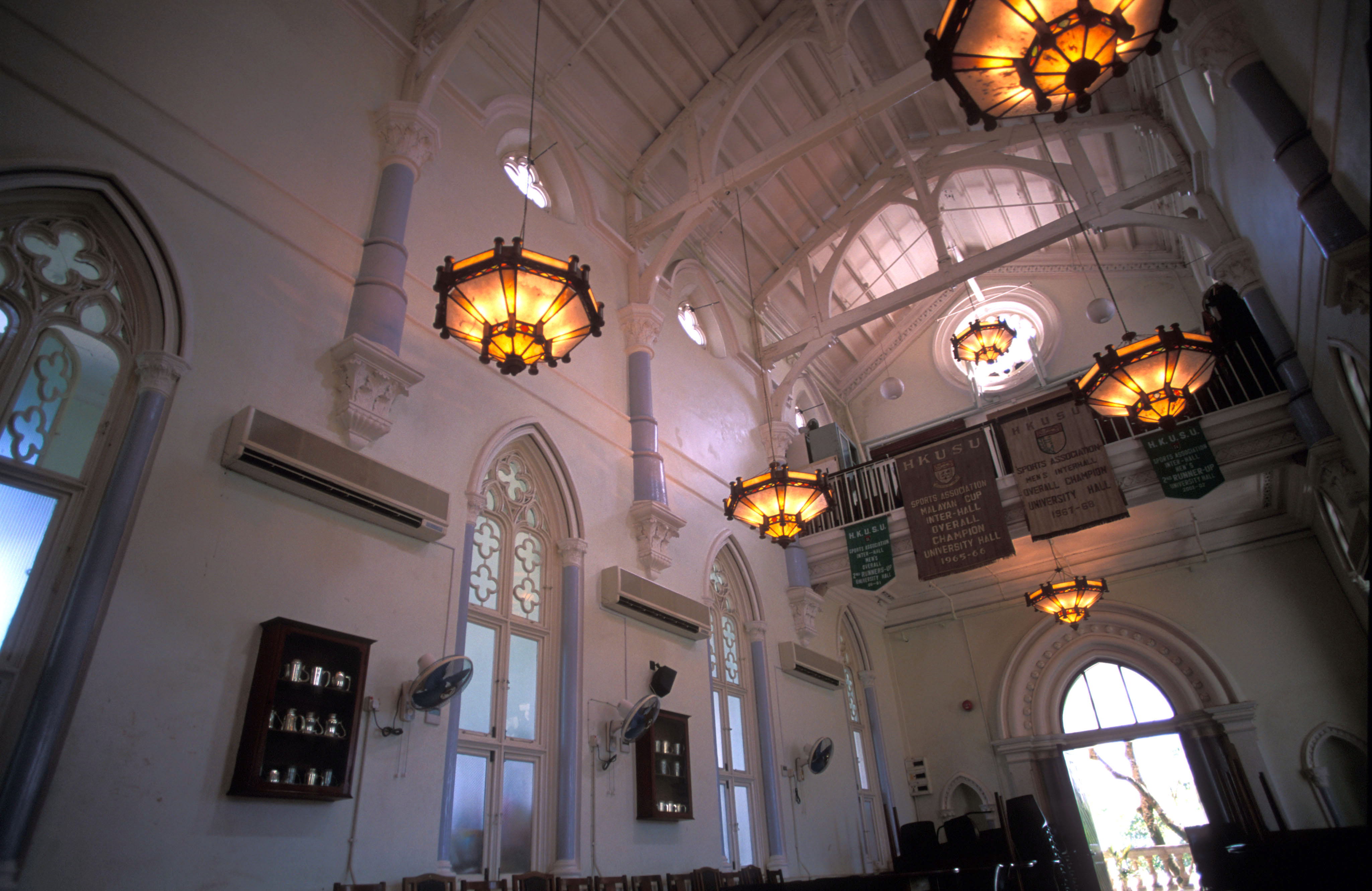
Salle à manger d'University Hall.

La conception du château de Douglas est grandement influencée par l'architecture anglaise Tudor et les styles gothiques. La superficie enregistrée du site compte environ 29 000 m². Une fois achevé vers 1867, le complexe de plain-pied offre une chambre penthouse octogonale qui fait directement face à la mer et est entourée d'une colline et du réservoir d'eau à proximité, la villa comprenant également une maison latérale et une dépendance rectangulaire. Avec le changement de propriétaire aux missionnaires français en 1894, une nouvelle aile, une chapelle et une imprimerie au nord-est sont érigées conformément au style existant par les architectes Danby, Leigh & Orange (en) pour répondre au développement de la commission. L'autre partie du bâtiment est substantiellement reconstruite en un complexe de 2 étages. Seules les tours latérales et des parties des fondamentaux restent d'origine.
Lorsque le château est transformé en « University Hall » en 1954, le professeur d'architecture de l'université, Donald Liao, est chargé de réorganiser les conceptions internes, les cloisons et le mobilier. La chapelle haute est transformée en réfectoire et la crypte devient une salle commune. Le bâiment a maintenant une grande zone de résidence pour le directeur avec une chambre penthouse, des quartiers pour le personnel et environ 33 chambres pour les étudiants. Le 7 septembre 1995, le bâtiment est placé sous la protection de l'ordonnance sur les antiquités et monuments et déclaré monument.

## Culture d'University Hall
University Hall compte comme l'une des salles résidentielles traditionnelles de l'université de Hong Kong. Le bâtiment met l'accent sur le développement de l'autodétermination et de la coopération, la fraternité avec les camarades de salle et le donnant-donnant. University Hall est gérée sous l'autorité d'une association étudiante élue chaque année en assemblée générale et du préfet de salle, la plus haute autorité du bâtiment. Il a un certain nombre de trophées qui lui ont été décernées. L'esprit d'University Hall met aussi beaucoup l'accent sur les services sociaux, l'actualité, les activités sportives et culturelles.
Récemment, le développement d'University Hall a tendance à être plus diversifié. En plus de participer à des compétitions inter-hall, il organise et participe activement à différentes activités, notamment un bal d'Halloween annuel au cours duquel le château se transforme en maison hantée, un forum sur les affaires courantes, une excursion à vélo sur Round Island (en), un spectacle public dramatique et l'artisanat du dragon de feu.

### Sports
University Hall propose un certain nombre de sports, tels que la crosse, le softball, le hockey, le bateau-dragon, le tennis, le badminton, le football, le volley-ball, l'athlétisme et le snooker.

### Activités culturelles
University Hall participe à différentes compétitions culturelles inter-hall, notamment dans le théâtre, la chorale, le débat et le bridge. À l'exception de ceux-ci, le sous-comité culturel d'UHall organise une « visite historique de Pok Fu Lam » chaque mois et présente les sites historiques autour de Pok Fu Lam (comme University Hall, Béthanie et le village de Pok Fu Lam), faisant découvrir la culture et les caractéristiques de cette communauté.

### Affaires courantes
Le sous-comité des affaires courantes d'University Hall organise régulièrement un forum sur les affaires courantes, permettant aux colocataires de discuter des problèmes sociaux, politiques et internationaux actuels.

### Service social
Le groupe du service social d'University Hall planifie et organise des services volontaires, comme des voyages de service à la maison de personnes âgées et aux appartements subdivisés.

### Autres
University Hall encourage ses colocataires à établir différents groupes d'intérêt en fonction de leurs passe-temps. Les groupes d'intérêt qui fonctionnent maintenant comprennent une fanfare et une communauté chrétienne.

## Les trois trésors d'University Hall

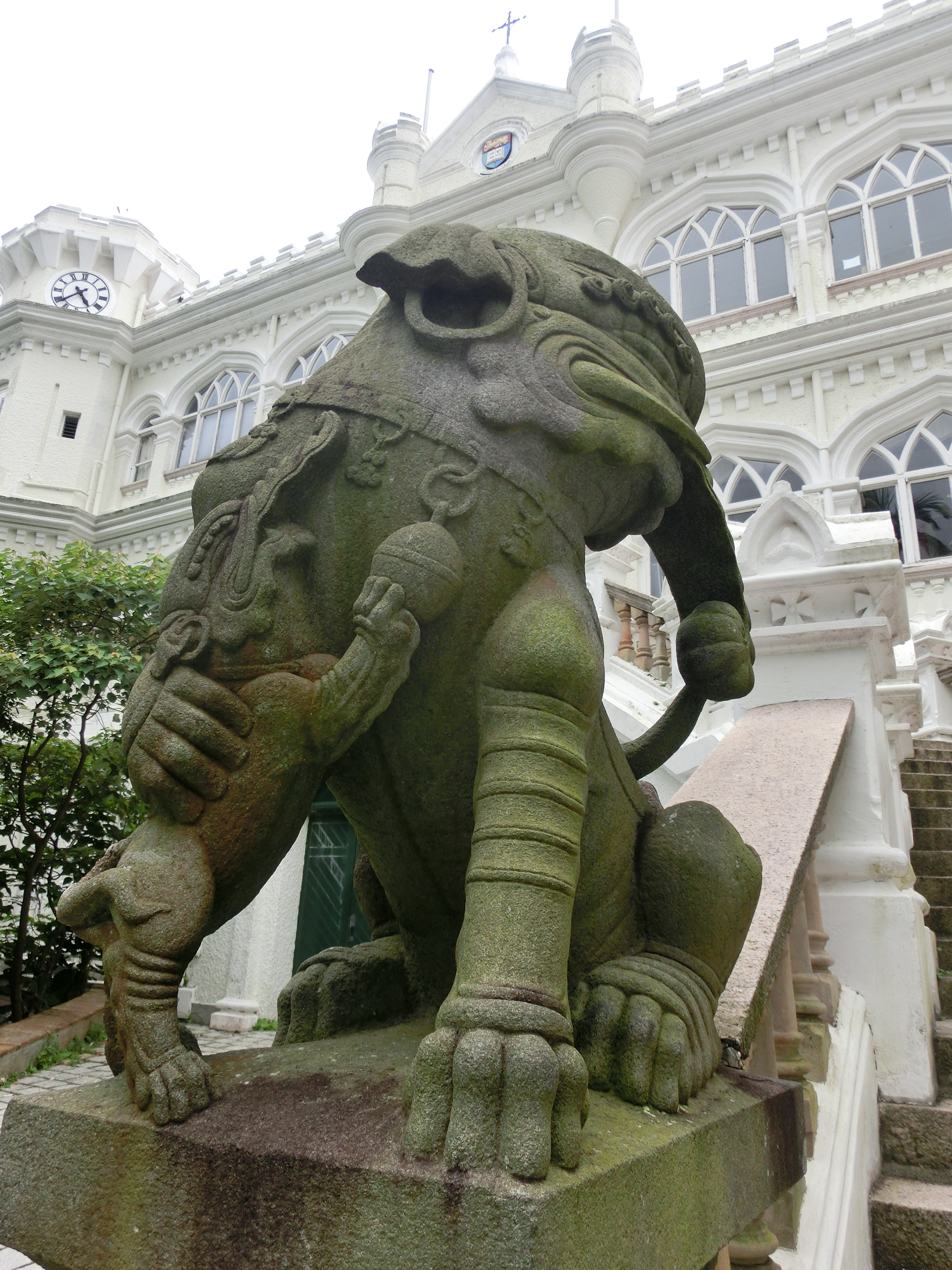
Les cerfs Davids.

University Hall est particulièrement fier de ce qu'on appelle les « trois trésors d'University Hall ». A savoir les cerfs Davids, l'escalier doré en colimaçon et « Sam So ».

### Cerfs Davids
Situés dans les escaliers de l'entrée principale, il y a trois cerfs Davids, deux adultes et un enfant. Aucun étudiant n'est autorisé à les toucher avant l'obtention de son diplôme sinon il court le risque d'être maudit et de ne jamais obtenir son diplôme. Pour se débarrasser de ce sort, les élèves doivent toucher les lions de roche situés à une autre entrée.

### Escalier doré en colimaçon

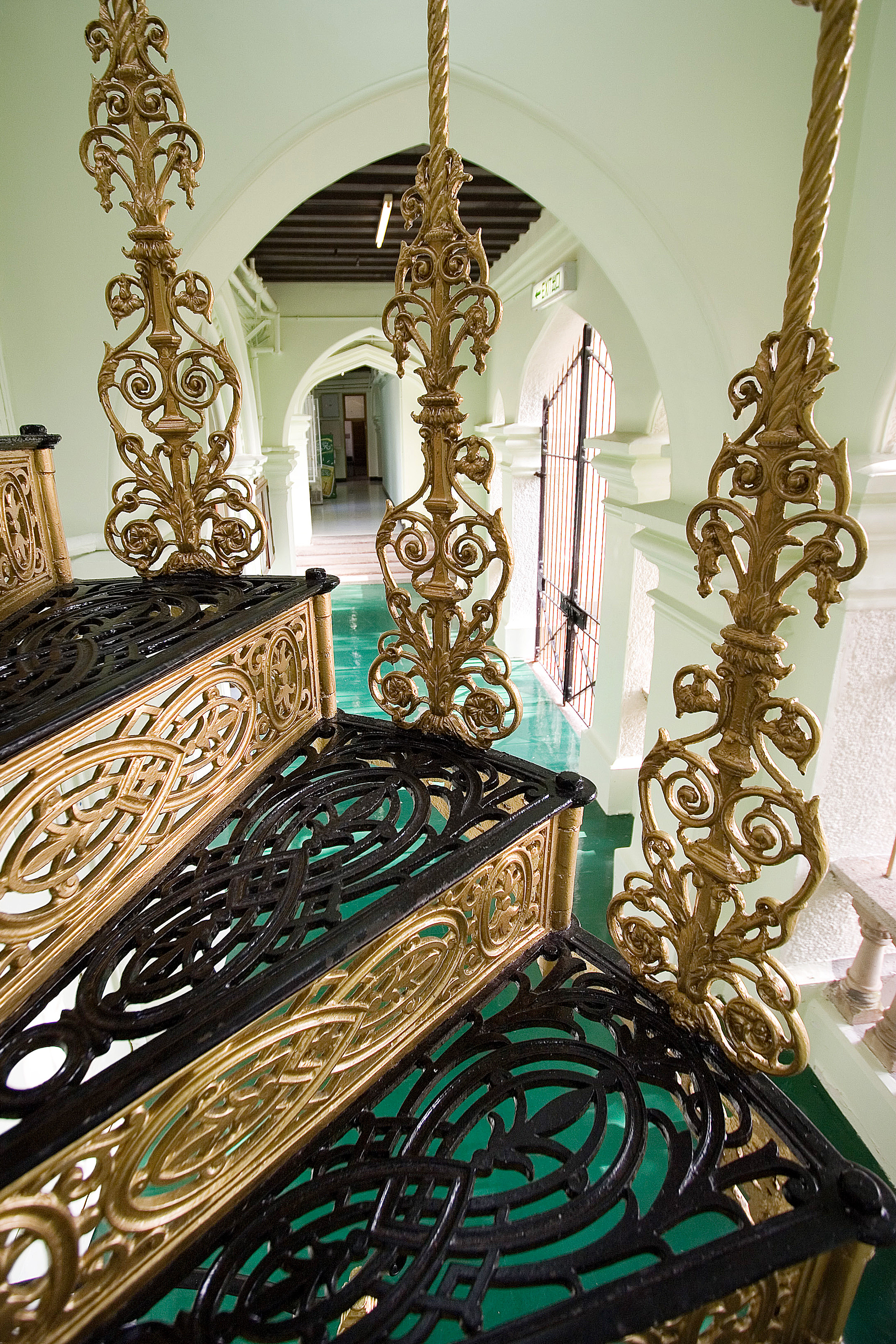
L'escalier doré en colimaçon.

L'escalier doré en colimaçon est présent dans la tour sud d'University Hall. Le mythe veut que l'escalier ait été déplacé au Japon pendant l'occupation de Hong Kong, mais qu'il ait été rendu après que le gouvernement de Hong Kong l'ait exigé à la fin de la guerre, et c'est l'un des 2 escaliers dorés en colimaçon  de Hong Kong.

### «Sam So»
Le dernier trésor d'University Hall est Mme Yuen So Moy, alias « Sam So », qui travaille dans le bâtiment depuis le tout début et est une figure maternelle à certains des étudiants tout au long de leur séjour. Sam So a récemment reçu un diplôme honorifique de l'université. Tout au long de la vie d'un étudiant, il goûtera le « sang de la salle » préparé par Sam So à trois reprises, au moment de son entrée, au moment de l'obtention de son diplôme et au moment de son mariage. Le « sang » symbolise différentes émotions que les colocataires rencontreront dans leur vie et c'est aussi une bénédiction de Sam So.